# Duluth Football Club
O Duluth FC é um clube americano de futebol masculino, sediado em Duluth, Minnesota, Estados Unidos. Atualmente, o clube compete na Conferência Norte da National Premier Soccer League.  As cores do clube são verde e azul e jogam em casa no Estádio Ordean, da Duluth East High School . 

## História
O Duluth FC foi fundado em 2015 porTimothy Sas.  Na temporada inaugural (2015), o clube competiu na Liga de Futebol Amador de Duluth. O clube ingressou na American Premier League para a temporada de 2016, ficando em 2º na divisão de 6 times. 
Em 15 de dezembro de 2016, a NPSL anunciou que o Duluth FC se uniria à liga como uma equipe de expansão para a temporada de 2017 e competiria na Conferência Norte da NPSL .  Em 15 de julho de 2017 ; O Duluth FC venceu o Sioux Falls Thunder no último jogo da temporada e venceu a NPSL North Conference. 
O Duluth FC é mais conhecido como "The BlueGreens", proveniente das cores azul e verde na bandeira da cidade de Duluth. 
Em 6 de fevereiro de 2019, foi anunciado que os jogos em casa em 2019 seriam realizados no Ordean Stadium de Duluth East, enquanto o seu antigo campo em casa, o Public Schools Stadium, está em construção. O Ordean Stadium é aproximadamente metade da capacidade de assentos do Public Schools Stadium. 

## Estatísticas

### Participações
|  | Participações em 2020 |

| Competição     | Competição               | Temporadas | Melhor campanha     | Estreia | Última | P | R |
| Estados Unidos | Lamar Hunt U.S. Open Cup | 2          | Segunda Fase (2018) | 2018    | 2019   |   | – |